# Kryształ górski
Kryształ górski (gr. κρύσταλλος krystallos ‘lód’) – bezbarwna, przezroczysta odmiana kwarcu. Znane są kryształy górskie o masie wielu ton, lecz kamienie warte oszlifowania zdarzają się rzadko.

## Właściwości
Nieskazitelna czystość, silny połysk sprawiły, że był utożsamiany z diamentem; stąd wiele nazw nieprawidłowych jak: diament alaskański, bohemiński, islandzki, herkimer, meksykański lub marmora. Jest minerałem nadzwyczaj odpornym na działanie kwasów i zasad. Roztwarza się jedynie w kwasie fluorowodorowym.
Niekiedy występują w kryształach inkluzje goethytu (kwarc gwiaździsty), złota, pirytu, rutylu, turmalinu.
Sławne są małe, przezroczyste jak woda kryształy z marmurów Carrary (Włochy) i tzw. diamenty z Herkimer (okręg Herkimer w stanie Nowy Jork). Ich średnica nie przekracza 1 cm.

## Występowanie
Jedna z najpospolitszych odmian kwarcu powstająca m.in. w warunkach hydrotermalnych. Ważny minerał skałotwórczy magmowych, metamorficznych, i osadowych, w pegmatytach.
Miejsca występowania: Dolny Śląsk, okolice Strzelina (zwłaszcza w Jegłowej), w Karkonoszach, w Górach Izerskich mniej w Tatrach i w Górach Świętokrzyskich.
Przełęcz Furka w Alpach, Brazylia, Francja, Birma, USA.
Zdarzają się podróbki wykonane ze specjalnego szkła hybrydowego. Rozpoznać je można za pomocą magnetycznej przystawki do mikroskopu elektronowego.

## Zastosowanie
Bywa stosowany do wyrobu ozdób i artystycznej biżuterii. Dzięki specjalnej obróbce uzyskiwano w kamieniach doskonałe efekty optyczne i świetlne. Wykonywano rzeźby, wazy, ozdoby, przedmioty kultu religijnego.
Jest poszukiwanym kamieniem kolekcjonerskim.
W Starożytnym Egipcie prawdopodobnie obrabiano kryształ górski w celu uzyskania soczewek do rozniecania ognia z pomocą promieni słonecznych.